# Съезд Трудовой партии Кореи
Съезд Трудовой партии Кореи:
- I съезд Трудовой партии Кореи (Пхеньян, 28-30 августа 1946 года)
- II съезд Трудовой партии Кореи (Пхеньян, 27-30 марта 1948 года)
- III съезд Трудовой партии Кореи (Пхеньян, 23-29 апреля 1956 года)
- IV съезд Трудовой партии Кореи (Пхеньян, 4-11 сентября 1961 года)
- V съезд Трудовой партии Кореи (Пхеньян, 2-13 ноября 1970 года)
- VI съезд Трудовой партии Кореи (Пхеньян, 10-14 октября 1980 года)
- VII съезд Трудовой партии Кореи (Пхеньян, 6-9 мая 2016 года)
- VIII съезд Трудовой партии Кореи (Пхеньян, 5-12 января 2021 года)